# Gare de Pont-sur-Yonne
Gare de Pont-sur-Yonne vasútállomás Franciaországban, Pont-sur-Yonne településen.

## Vasútvonalak
Az állomást az alábbi vasútvonalak érintik:
- Párizs–Marseille-vasútvonal

## Kapcsolódó állomások
A vasútállomáshoz az alábbi állomások vannak a legközelebb:
- Gare de Champigny-sur-Yonne
- Gare de Sens